# Colinas del Roble
Colinas del Roble är en ort i Mexiko.   Den ligger i kommunen Tlajomulco de Zúñiga och delstaten Jalisco, i den centrala delen av landet, 500 km väster om huvudstaden Mexico City. Colinas del Roble ligger 1 560 meter över havet och antalet invånare är 5 830.
Terrängen runt Colinas del Roble är platt åt nordost, men åt sydväst är den kuperad. Runt Colinas del Roble är det tätbefolkat, med 266 invånare per kvadratkilometer. Närmaste större samhälle är Guadalajara, 18,1 km norr om Colinas del Roble. Omgivningarna runt Colinas del Roble är en mosaik av jordbruksmark och naturlig växtlighet.